# Tregeseal

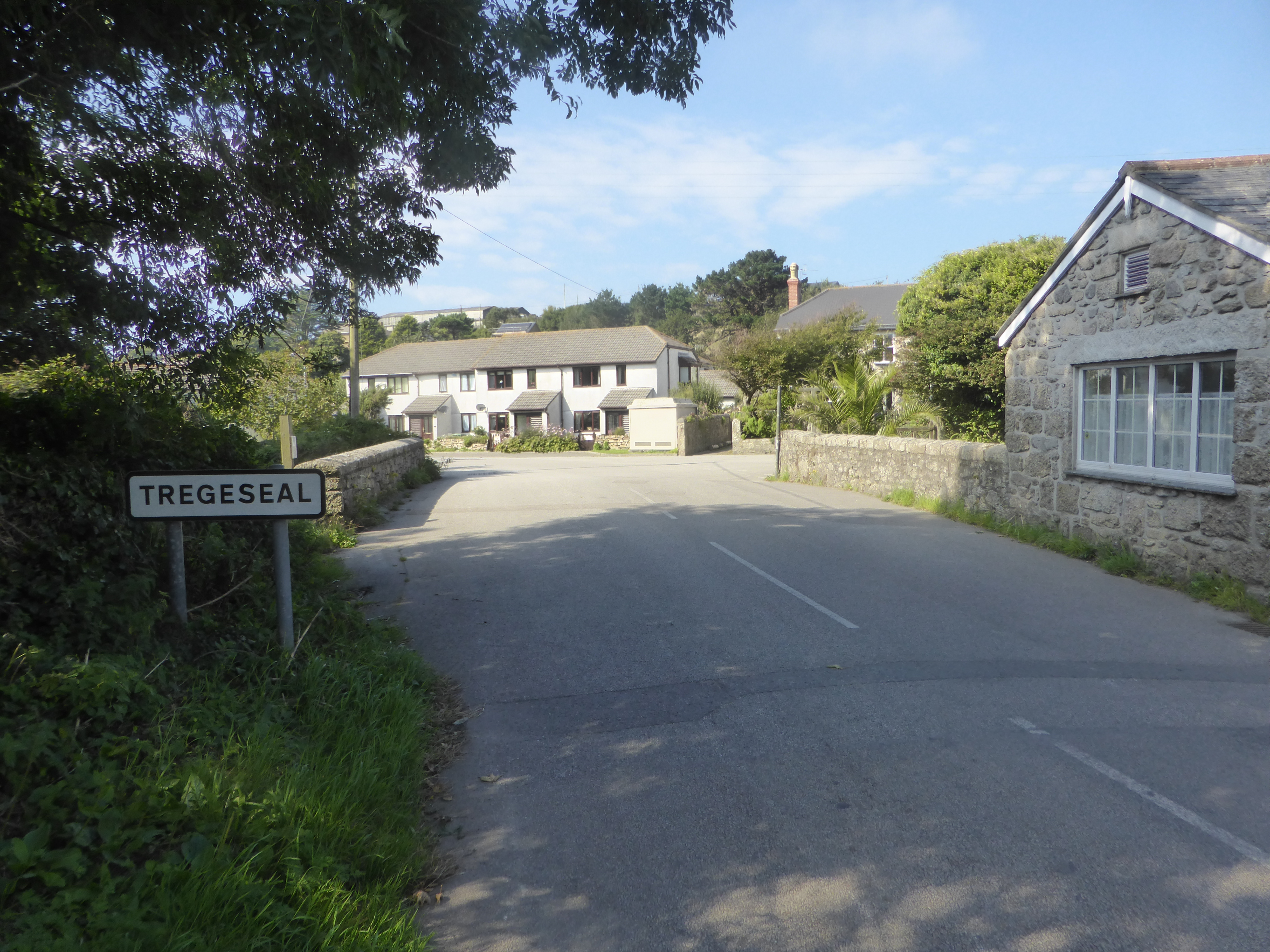
Ortseingang von Tregeseal

Tregeseal ist eine Ortschaft im ehemaligen District Penwith der Grafschaft Cornwall. In der Nähe liegen die Lochsteine von Kenidjack und der Steinkreis von Tregeseal, der aus dem späten Neolithikum oder der frühen Bronzezeit stammt und auch unter der Bezeichnung The Stones Dancing bekannt ist. 
In der Nähe liegen der Steinkreis von Tregeseal, die Lochsteine von Kenidjack und die Megalithanlage von Tregiffian.
Koordinaten: 50° 8′ N, 5° 41′ W